# Saint-Aubin-Sauges

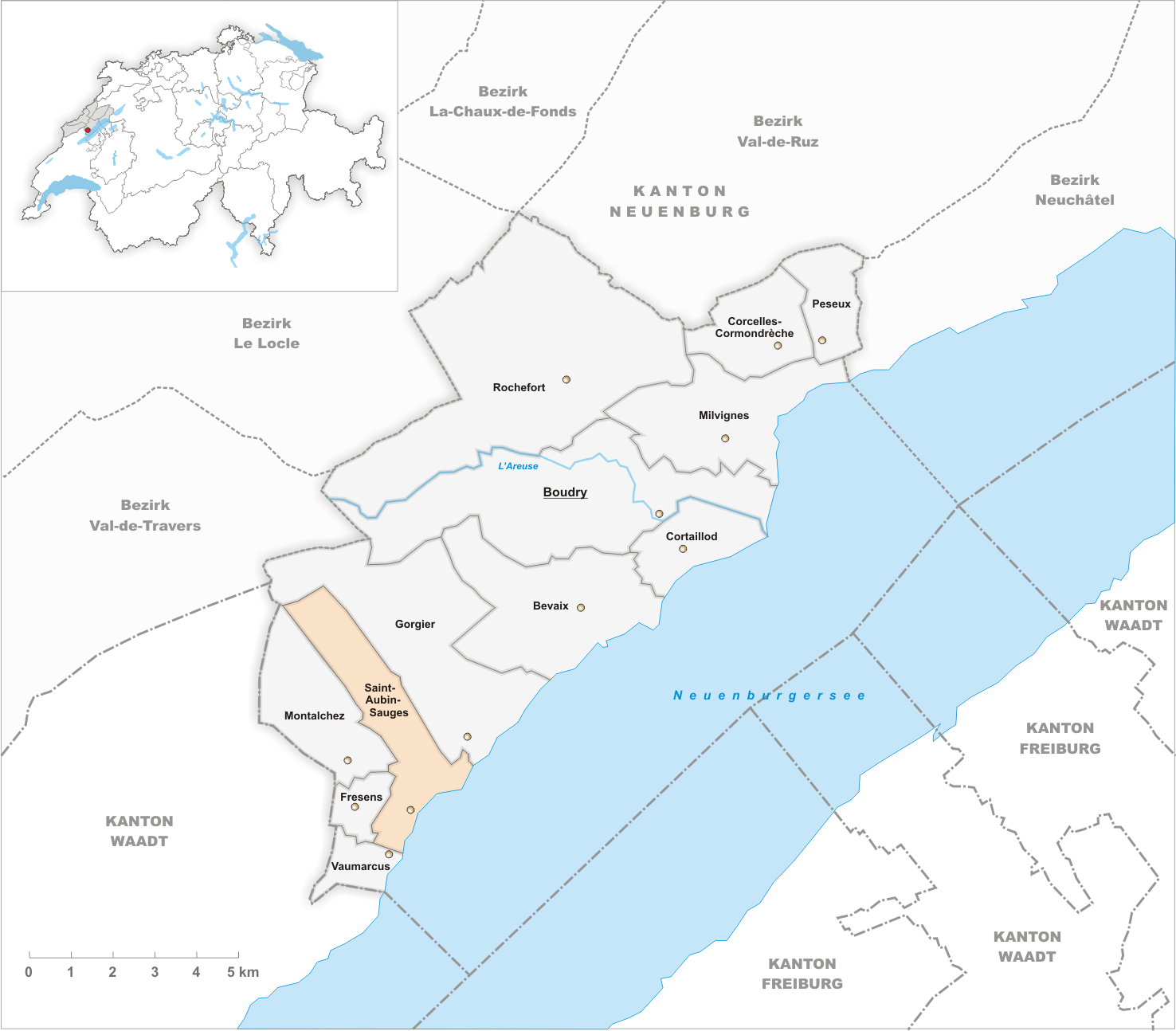
Gemeindestand vor der Fusion am 1. Januar 2018

Saint-Aubin-Sauges war bis zum 31. Dezember 2017 eine politische Gemeinde im Bezirk Boudry des Kantons Neuenburg in der Schweiz.

## Geographie
Saint-Aubin-Sauges liegt 16 Kilometer südwestlich der Kantonshauptstadt Neuchâtel (Luftlinie). Die Doppelgemeinde ist Teil von La Grande Béroche und liegt am Jurasüdhang, nahe dem Ufer des Neuenburgersees. Saint-Aubin befindet sich auf 469 m ü. M. auf einem kleinen Schwemmkegel, Sauges auf 486 m ü. M. in aussichtsreicher Lage rund 50 m über dem Seespiegel.
Die Fläche des 7,7 km² grossen ehemaligen Gemeindegebiets umfasst einen Abschnitt am Nordwestufer des Neuenburgersees nördlich der Mündung des Baches La Vaux. Der Gemeindeboden erstreckt sich vom Seeufer in einem schmalen Streifen nach Nordwesten über das Tälchen des Dorfbachs von Saint-Aubin den im unteren Teil relativ sanft ansteigenden Hang hinauf zum Bois du Devens. Oberhalb dieses Waldes beginnt der Steilhang der Antiklinale des Soliat. Im äussersten Nordwesten umfasst das Gebiet den Kamm der Soliat-Kette mit dem Crêt aux Moines (1445 m ü. M.) und dem höchsten Punkt der Gemeinde nahe dem Gipfel des Soliat (1460 m ü. M.). Die Grenze verläuft entlang des Steilabfalls der Felsenarena Creux du Van. Auf dem Soliat befinden sich ausgedehnte Jurahochweiden mit den typischen mächtigen Fichten, die entweder einzeln oder in Gruppen stehen. Von der Gemeindefläche entfielen 1997 11 % auf Siedlungen, 39 % auf Wald und Gehölze, 49 % auf Landwirtschaft und etwas weniger als 1 % war unproduktives Land.
Die Gemeinde Saint-Aubin-Sauges bestand aus den beiden Ortsteilen Saint-Aubin und Sauges sowie zahlreichen Einzelhöfen am Hang der Béroche und auf den Jurahöhen. Nachbargemeinden von Saint-Aubin-Sauges waren Vaumarcus, Fresens, Montalchez und Gorgier.

Historisches Luftbild von Werner Friedli von 1954

## Bevölkerung
| Bevölkerungsentwicklung | Bevölkerungsentwicklung |
| Jahr                    | Einwohner               |
| ----------------------- | ----------------------- |
| 1850                    | 778                     |
| 1900                    | 1105                    |
| 1950                    | 1358                    |
| 1960                    | 1560                    |
| 1970                    | 2058                    |
| 1980                    | 2085                    |
| 1990                    | 2253                    |
| 2000                    | 2426                    |

Mit 2399 Einwohnern (Stand 31. Dezember 2017) gehörte Saint-Aubin-Sauges zu den grösseren Gemeinden des Kantons Neuenburg. Von den Bewohnern sind 84,7 % französischsprachig, 4,7 % portugiesischsprachig und 4,3 % deutschsprachig (Stand 2000). Die Bevölkerungszahl von Saint-Aubin-Sauges ist im Verlauf des 20. Jahrhunderts kontinuierlich gestiegen, wobei die grössten Zuwachsraten während der 1960er Jahre verzeichnet wurden. Das Siedlungsgebiet von Saint-Aubin ist lückenlos mit demjenigen von Gorgier zusammengewachsen.

## Politik
Die Stimmenanteile der Parteien anlässlich der Nationalratswahl 2015 betrugen: FDP 29,4 %, SP 28,1 %, SVP 17,5 %, GPS 7,9 %, PdA 7,2 %, glp 4,3 %, CVP 3,2 %, BDP 1,0 %.

## Wirtschaft
Saint-Aubin-Sauges war bis Mitte des 19. Jahrhunderts ein hauptsächlich durch die Landwirtschaft geprägter Ort. Danach fasste die Industrie allmählich Fuss im Dorf, zunächst mit dem Textilgewerbe und der Uhrenherstellung, daneben wurde auch Asphalt abgebaut und verarbeitet. In den letzten Jahrzehnten hat sich Saint-Aubin-Sauges zur Wohngemeinde entwickelt. Heute konzentriert sich die Industrie auf die Metallverarbeitung, Herstellung von Präzisionswerkzeugen und Uhren und auf das Baugewerbe. Zahlreiche Erwerbstätige sind auch im Dienstleistungssektor beschäftigt. Die Landwirtschaft spielt nur noch eine geringe Rolle. Im Bereich von Sauges gibt es einige Weinberge (siehe hierzu auch den Artikel Weinbau in der Schweiz), daneben herrschen in den unteren Lagen Ackerbau vor, während auf den Jurahöhen die Viehzucht und Milchwirtschaft überwiegen. Viele Erwerbstätige pendeln nach Neuchâtel zur Arbeit.

## Verkehr
Saint-Aubin-Sauges ist verkehrsmässig gut erschlossen. Sie liegt nahe der Hauptstrasse 5 von Neuchâtel nach Yverdon. Mit der Eröffnung eines Teilstücks der Autobahn A5 im Jahr 2002 wurde die Hauptstrasse bei Saint-Aubin vom Durchgangsverkehr entlastet. Die A5 unterquert Saint-Aubin und Sauges in je einem Tunnel. Am 7. November 1859 wurde die Eisenbahnlinie Neuchâtel–Yverdon eingeweiht; die früher kurvenreiche Strecke im Bereich von Saint-Aubin und Sauges wurde in einen Tunnel verlegt. Der Bahnhof Gorgier-Saint-Aubin befindet sich auf der Grenze der beiden Gemeinden. Für die Feinverteilung im öffentlichen Verkehr sorgen Buslinien von diesem Bahnhof nach Yverdon, Boudry und Provence.

## Geschichte
Entlang der Strandpartien bei Tivoli zwischen Saint-Aubin und Sauges wurden Überreste von Ufersiedlungen aus dem Neolithikum (Cortaillod-Kultur) gefunden, darunter eine kleine Holzschale mit aus Birkenrinde hergestellten Verzierungen. Beim Bau der Autobahn A5 wurden vergrabene Menhire entdeckt. Von der Besiedlung während der Hallstattzeit und der Latènezeit zeugen Tumuli. Im Weiteren gibt es Spuren aus der Römerzeit und aus der Burgunderzeit.
Die erste schriftliche Erwähnung von Saint-Aubin erfolgte 1176 unter dem Namen Sancti Albini. Sauges erschien 1340 erstmals als villa de Sauges in den Urkunden. Der Name wird auf das lateinische Wort salix (Weide) zurückgeführt. Seit dem 11. Jahrhundert bildete Saint-Aubin das kirchliche Zentrum der Gegend, das 1176 durch Schenkung vom Bischof von Lausanne an den Abt von Saint-Maurice kam. Es umfasste die Béroche (vom lateinischen parochia, Pfarrei). 1531 wurde in der Béroche die Reformation eingeführt. In weltlichen Angelegenheiten waren Saint-Aubin und Sauges Teil der Burgvogtei Gorgier, die 1344 unter die Oberhoheit der Grafen von Neuenburg kam. Dabei war Saint-Aubin Sitz des Gerichtshofs. Seit 1648 war Neuenburg Fürstentum und ab 1707 durch Personalunion mit dem Königreich Preussen verbunden. 1806 wurde das Gebiet an Napoleon I. abgetreten und kam 1815 im Zuge des Wiener Kongresses an die Schweizerische Eidgenossenschaft, wobei die Könige von Preussen bis zum Neuenburgerhandel 1857 auch Fürsten von Neuenburg blieben. Seit dem 2. Juli 1888 bilden Saint-Aubin und Sauges eine einzige Gemeinde.

## Persönlichkeiten
- Georges de Rougemont (1758–1824), Jurist, Staatsratspräsident und Generalstaatsanwalt
- Frédéric de Rougemont der Ältere (1808–1876), Geograf, Historiker, Philosoph, Theologe und Politiker
- Emile Lombard (1875–1965), evangelischer Geistlicher, Hochschullehrer und im Generalrat der Gemeinde
- Daniel de Montmollin (Frère Daniel) (* 1921), Gründungsmitglied der ökumenischen Communauté de Taizé, Keramiker, Dichter und Philosoph

## Sehenswürdigkeiten
Der heutige Bau der reformierten Dorfkirche Saint-Aubin stammt zum grossen Teil von 1811, Teile des Kirchenschiffs und des Chors sind von 1637. Der älteste noch erhaltene Teil ist der gotische Frontturm, der vermutlich im 15. oder 16. Jahrhundert errichtet wurde. Im Ortskern von Saint-Aubin sind einige charakteristische Bürgerhäuser aus dem 16. bis 18. Jahrhundert erhalten.